# نزهة يونس
نَزهة يونس (10 مايو 1937 - 3 أبريل 1988)، فنانة استعراضية لبنانية مثلت في عدة أفلام مع إسماعيل ياسين، وهي أخت المغنية هيام يونس.

## النشأة والمسيرة
ولدت نزهة يونس في بلدة تنورين في لبنان ودرست في مدرسة الراهبات وتوجهت هي وشقيقتها هيام إلى الفن منذ سن مبكر. وحينما بلغت سن الحادية عشر كانت قد اشتهرت كمغنية في الملاهي الليلية في لبنان. وفي 1945 اُختيرت «عذراء الربيع اللبنانية». سافرت وشقيقتها للقاهرة كي يلتقيا بالممثلة اللبنانية آسيا داغر التي قدمت لها المخرج هنري بركات الذي لفتته موهبتها واختارها للآداء في استعراض غنائي «الفانوس» في فيلم قلبي على ولدي مع شكري سرحان في 1953 ومثلت مع الراقصة هدى شمس الدين في فيلم «من رضي بقليله» في 1955. برز آداءها في فيلم إسماعيل يس في جنينة الحيوان مع إسماعيل ياسين في 1957. وبعد ذلك عادت للتمثيل في الأفلام اللبنانية وقامت ببطولة عدة أفلام منها «السم الأبيض» «وعربة الشيطان» وسفر برلك وركّزت في تلك المدة على الغناء في الحفلات في الدول العربية. وهاجرت إلى الولايات المتحدة وتوفيت في 1988.

## الحياة الشخصية
تزوجت قبل أن تعتزل الممثل إحسان صادق الذي شارك في بطولة بعض أفلامها اللبنانية.

## أعمالها

### أفلام
| الفيلم                        | بطولة | السنة |
| ----------------------------- | --- | ----- |
| قلبي على ولدي                 | زكي رستم | 1953  |
| إسماعيل يس في جنينة الحيوانات | آمال فريد وإسماعيل ياسين وزينات صدقي وفاخر فاخر                                                                          | 1957  |
| إسماعيل يس بوليس حربي         | إسماعيل ياسين وعبد السلام النابلسي وفريدة فهمي                                                                           | 1958  |
| ولدت من جديد                  | |       |
| إسماعيل يس في البوليس         | إسماعيل ياسين وزهرة العلا                                                                                                | 1956  |
| إسماعيل يس بوليس سري          | إسماعيل ياسين وعبد السلام النابلسي                                                                                       | 1959  |
| إسماعيل يس في الجيش           | إسماعيل ياسين وسميرة أحمد وعبد السلام النابلسي ورياض القصبجي                                                             | 1955  |
| عفريتة إسماعيل يس             | إسماعيل ياسين وكيتي | 1954  |
| إسماعيل يس يقابل ريا وسكينة   | إسماعيل ياسين وعبد الفتاح القصري ونظيم شعراوي وكامل نور ورياض القصبجي وثريا حلمي                                         | 1955  |
| إسماعيل يس في دمشق            | إسماعيل ياسين وسميرة أحمد وأحمد رمزي                                                                                     | 1958  |
| إسماعيل يس في الأسطول         | إسماعيل ياسين وزهرة العلا وأحمد رمزي وعبد المنعم إبراهيم                                                                 | 1957  |
| إسماعيل يس في السجن           | إسماعيل ياسين ومها صبري وهدى شمس الدين                                                                                   | 1960  |
| إسماعيل يس طرزان              | إسماعيل ياسين وفيروز وعبد السلام النابلسي                                                                                | 1958  |
| إسماعيل يس في الطيران         | إسماعيل ياسين وآمال فريد ومحمود المليجي ورياض القصبجي وعبد المنعم إبراهيم ونجوى فؤاد ويوسف شاهين والسيد بدير             | 1959  |
| إسماعيل يس للبيع              | إسماعيل ياسين وفيروز وسعاد مكاوي وسعيد أبو بكر ومحمد صبيح وعبد المنعم إسماعيل ورياض القصبجي وصلاح نظمي                   | 1958  |
| سفر برلك                      | فيروز وإحسان صادق وسلوى حداد ورفيق السبيعي                                                                               | 1967  |
| إسماعيل يس في متحف الشمع      | إسماعيل ياسين وعبد الفتاح القصري وسناء جميل                                                                              | 1955  |
| مغامرات إسماعيل يس            | شادية وكمال الشناوي وإسماعيل ياسين وفاخر فاخر                                                                            | 1954  |
| إسماعيل يس في مستشفى المجانين | إسماعيل ياسين وعبد الفتاح القصري وهند رستم وزينات صدقي وعبد المنعم إبراهيم ورياض القصبجي وكيتي وعبد الغني قمر وفؤاد راتب | 1958  |
| مغامرات شوشو                  | | 1966  |
| أفراح الشباب                  | صباح، فهد بلان، عبدالسلام النابلسي، جاكلين                                                                               | 1964  |
| المعلم لطوف                   | | 1963  |
| عربة الشيطان                  | | 1962  |

### مسلسلات
- الجوال، 1973
- المفتش، 1973

## وصلات خارجية
- نزهة يونس على موقع قاعدة بيانات الأفلام العربية
- نزهة يونس في قاعدة بيانات السينما العربية
- http://www.elfann.com/news/show/1086708/هيام-يونس-تستذكر-نزهة-يونس-كانت-ملكة-وتعرقل-السير-#.VA9SR8J_uQA